# Turó de Savina Rodona
El Turó de Savina Rodona és una muntanya de 1.782 metres que es troba al municipi d'Alins, a la comarca del Pallars Sobirà.